# Theo Evan
Evangelos Theodorou (řecky Ευάγγελος Θεοδώρου), profesionálně známý jako Theo Evan, je řecko-kyperský zpěvák, textař a herec. S písní „Shh“ reprezentoval Kypr na Eurovision Song Contest 2025.

## Kariéra

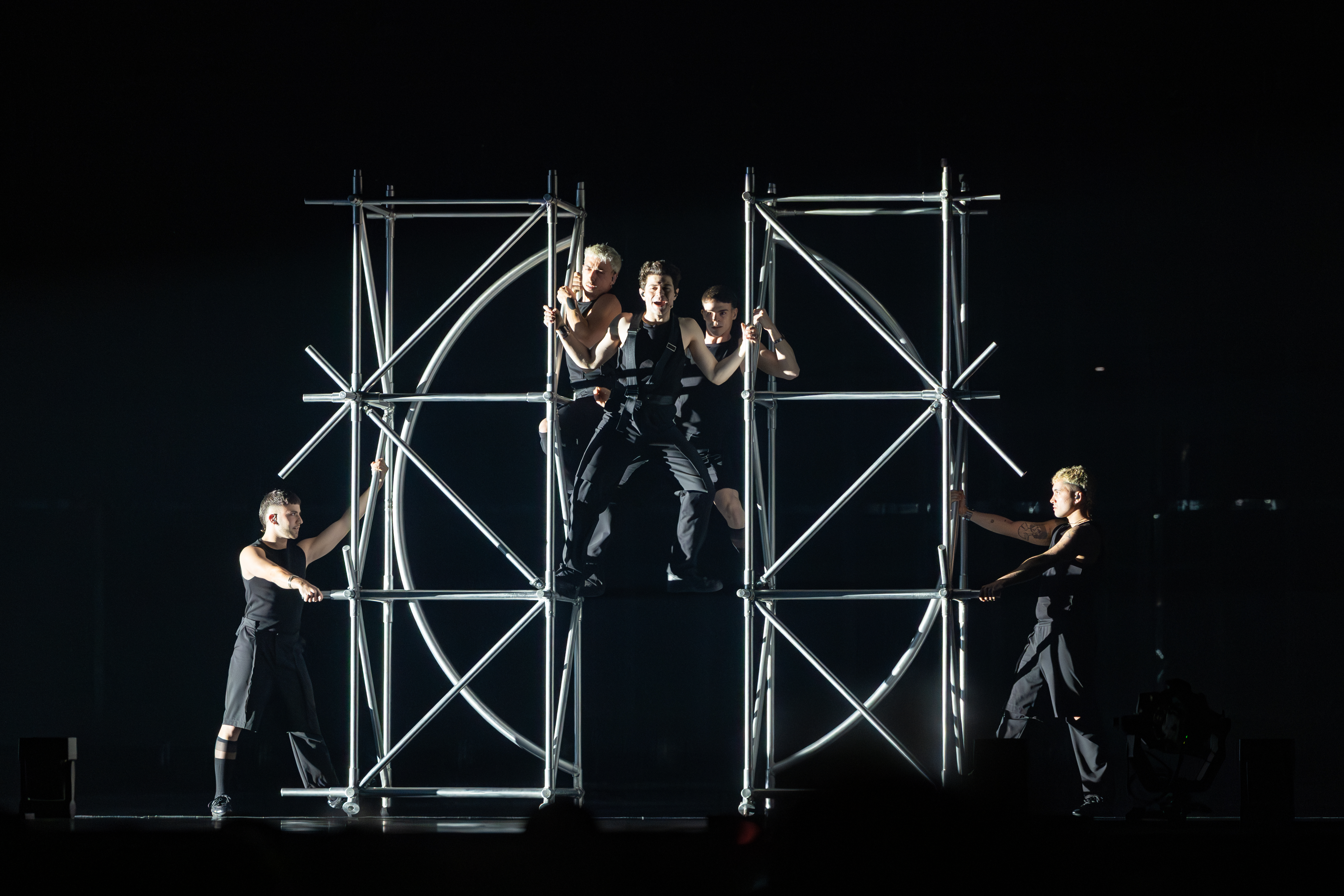
Evan vystupující s písní „Shh“ na Eurovision Song Contest 2025

Narodil se v Nikósii do rodiny Kyperských Řeků. Mládí trávil tancem a zpěvem ve školním sboru, zpěvákem a tanečníkem je již od sedmi let, s psaním vlastních písní začal během dospívání. Účinkoval rovněž v řadě divadelních představení a talentových soutěží po celém Kypru, jak bylo u dětí jeho věku běžné, a za své výkony často získával ocenění a uznání.
Po absolvování The English School v Nikósii emigroval do Spojených států amerických, kde na Berklee College of Music v Bostonu ve státě Massachusetts studoval hudbu a scénické umění. Školu později absolvoval s vyznamenáním. Od té doby byl třikrát pozván zpět jako čestný host na slavnostní promoce této univerzity, společně s dalšími umělci, jako Missy Elliott, Pharrell Williams, John Legend nebo Justin Timberlake.
V roce 2021 vydal svůj debutový singl „The Wall“. Objevil se také jako komparzista v sedmé epizodě druhé řady amerického televizního seriálu Euforie. Po krátkém pobytu v Los Angeles se vrátil do svého rodného města, aby nadále pokračoval v hudební kariéře.
Dne 2. září 2024 bylo oznámeno, že Evan bude reprezentovat Kypr na Eurovision Song Contest 2025, konaném ve švýcarském Basileji. Šlo o první případ od roku 2017, kdy Kypr reprezentoval umělec přímo narozený na Kypru. 13. května 2025 Evan vystoupil v prvním semifinále soutěže, kde se mu však nepodařilo postoupit do finále. Obsadil 11. místo se ziskem 44 bodů, k postupu do finále mu chyběly pouhé 2 body.

## Hudební styl
Evanova umělecká tvorba je popisována jako „inspirovaná vším od Stromaeho po Michaela Jacksona a reggaeton“. Jeho hudební styl je dále charakterizován jako „mainstreamová směs středomořského popu s temnými a drsnými tóny, doplněná svěží a současnou popovou fúzí“.

## Diskografie

### Singly
- 2021: „The Wall“
- 2022: „Burn Us Down“
- 2023: „So Cold“
- 2023: „Save Me From Myself“
- 2023: „Dark Side“
- 2024: „The Cost Of Losing You“
- 2024: „Fading Dreams“
- 2025: „Fuego (Eleni Foureira Cover)“
- 2025: „Shh“
- 2025: „Diafanis“ (s Demy)
- 2025: „Don’t Kill My Summer“